# Dimos Viannos
Dimos Viannos (Viannos) är en kommun i Grekland.   Den ligger i prefekturen Nomós Irakleíou och regionen Kreta, i den sydöstra delen av landet, 400 km söder om huvudstaden Aten. Antalet invånare är 5 983.